# Grimspound

Il sito archeologico di Grimspound, nel Devon

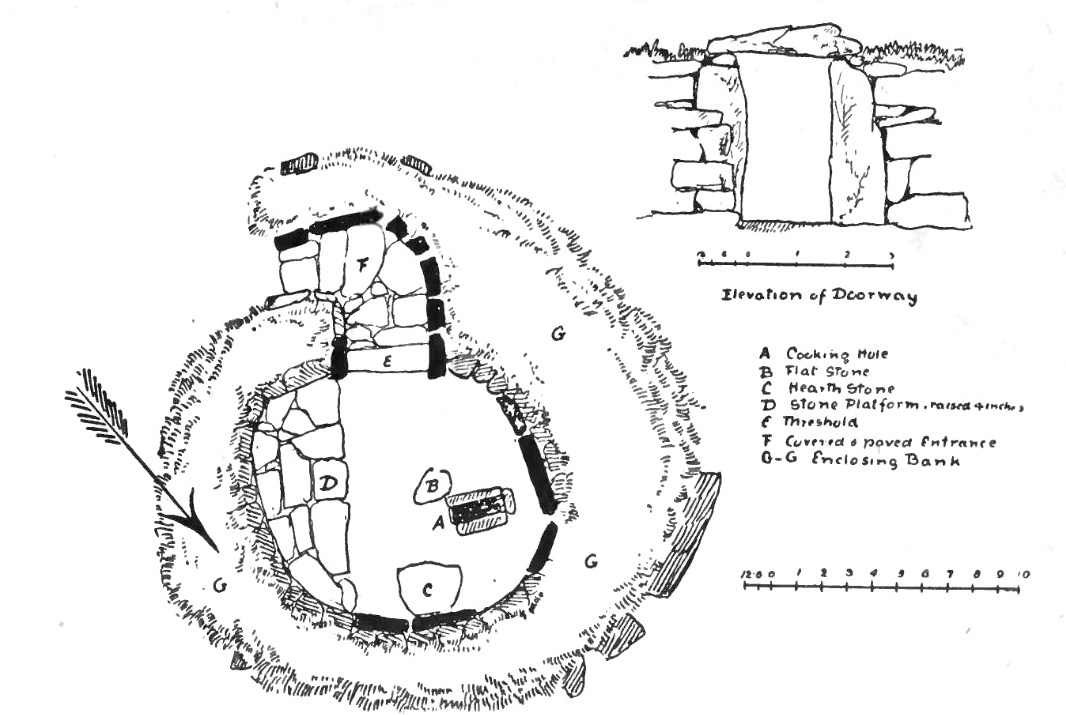
Mappa di Grimspound, pubblicata in A Book of Dartmoor (1907)

Grimspound è un sito archeologico del parco nazionale del Dartmoor, nella contea inglese del Devon (Inghilterra sud-occidentale): si tratta dei resti di un villaggio dell'Età del Bronzo , formato da 24 casupole disposte a cerchio e che in origine dovevano essere state fornite di un tetto in paglia o in torba.
Il sito fu sottoposto a scavi e ricostruito nel corso del XIX secolo dal Dartmoor Exploration Committee ed è di proprietà dell'English Heritage.

## Ubicazione
Il sito si trova in un valico, che si trova poco a sud dell'Hookney Tor e poco a nord dell'Hameldown Tor, a sud della località di Drewsteignton e ad ovest/nord-ovest della località di Manaton.

## Origini del nome
Il sito fu menzionato per la prima volta con il nome di "Grimspound" nel 1797 dal reverendo Richard Polwhele.
Nel Dartmoor si ritrovano altri luoghi con nomi simili (come Grims Lake, Grim's Grave, Grims Dyke, Grimesthorpe, Grimsbury, Grimsby e Grims Ditch): si tratta di un nome che deriva dall'antico nordico grimr, che era uno degli appellativi del dio Odino . Il termine sarebbe stato poi utilizzato dai Sassoni con il significato di "diavolo" e si ipotizza che tale termine sia stato utilizzato da questo popolo per indicare un sito preistorico considerato "diabolico".
Per quanto riguarda invece il secondo termine che compone il nome, ovvero pound, si tratta di un termine largamente utilizzato nel Dartmoor per indicare dei siti preistorici cinti da mura.

## Caratteristiche
Il sito occupa un'area di circa 6000 m1 e si trova a 450 metri sul livello del mare.
Il sito è circondato da una cinta muraria.
|  |

Le capanne che lo formano hanno un diametro che va dai 2 ai 5 metri.

## Ipotesi sulle origini del sito
Sulle origini del sito sono state formulate ipotesi più o meno fantasiose: in Grimspound alcuni studiosi hanno visto un sito vichingo, altri una città romana, altri ancora un tempio druido, altri un forte dell'Età del Ferro, ecc.
È stato tuttavia appurato che l'origine del sito sia da collocare nell'Età del Bronzo e, più precisamente alla metà dell'Età del Bronzo o - secondo l'English Heritage - nella tarda Età del Bronzo. Lo proverebbero i pochi manufatti ritrovati in loco e risalenti a quel periodo, anche se il sito potrebbe essere più recente.
Tra le teorie più plausibili, vi è quella che si trattasse dell'insediamento di una comunità dedita all'allevamento e alla pastorizia, utilizzato durante il periodo della transumanza. Secondo un'altra ipotesi, che prende in considerazione l'altezza della cinta muraria, si tratterebbe invece di una costruzione che aveva scopi difensivi.

## Studi
Tra gli studi più importanti sul sito, vi è una mappa realizzata nel 1829 da A.C. Shillibear: la mappa, conservata nel Sites And Monuments Register di Exeter, mostra com'era il sito prima che la sua forma "originale" fosse inficiata dalla principale opera di scavi.